# 布伦嫩
布伦嫩（德語：Brunnen）是德国巴伐利亚州的一个市镇。总面积32.14平方公里，总人口1581人，其中男性785人，女性796人（2011年12月31日），人口密度49人/平方公里。